# Порезен (община Толмин)
Вижте пояснителната страница за други значения на Порезен.
Порезен (на словенски: Porezen) е село в Словения, регион Горишка, община Толмин. Според Националната статистическа служба на Република Словения през 2015 г. селото има 11 жители.